# K3 Roller Disco
K3 Roller Disco is een fictiereeks over de meidengroep K3. Het is de eerste serie van Hanne, Marthe en Klaasje. Op 31 oktober 2018 begon de eerste reeks op VTM Kids en VTM Kids Jr.. Het is een spin-off van de komedieserie Hallo K3!. Vanaf januari 2019 wordt de serie ook uitgezonden bij NPO Zappelin.

## Verhaal
De serie speelt zich af rond een rollerdisco. De drie K3-leden baten deze uit: ze zorgen voor verhuur, leiding, de bar en praktische hulp op de rolschaatsbaan. Echter gaat er weleens iets mis, wat soms ook ligt aan de bemoeienis van buurman Marcel.

## Rolverdeling
| Acteur             | Personage |
| ------------------ | --------- |
| Hanne Verbruggen   | Hanne     |
| Klaasje Meijer     | Klaasje   |
| Marthe De Pillecyn | Marthe    |
| Jacques Vermeire   | Marcel    |
| Samir Hassan       | DJ Guus   |

## Afleveringen

### Seizoen 1
| Aflevering Nummer | Titel aflevering    | Liedje uit de serie      | Uitzenddatum BE op VTM Kids, VTM Kids Jr. | Uitzenddatum NL op NPO Zappelin - AVROTROS |
| ----------------- | ------------------- | ------------------------ | ----------------------------------------- | ------------------------------------------ |
| 1                 | Rolling dinner      | Whoppa!                  | 31-10-2018                                | 29-01-2019                                 |
| 2                 | Sneaky Sneakers     | Luka Luna                | 07-11-2018                                | 30-01-2019                                 |
| 3                 | De Bonnen Actie     | Mooier dan je denkt      | 14-11-2018                                | 31-01-2019                                 |
| 4                 | Helemaal Zen        | Pina Colada              | 21-11-2018                                | 01-02-2019                                 |
| 5                 | Discofever          | Alle Kleuren             | 28-11-2018                                | 04-02-2019                                 |
| 6                 | Winterwonderfeestje | Jodelee                  | 05-12-2018                                | 05-02-2019                                 |
| 7                 | Offline             | Tele-Romeo               | 12-12-2018                                | 06-02-2019                                 |
| 8                 | Kunst Of Rommel     | Oya lélé                 | 19-12-2018                                | 07-02-2019                                 |
| 9                 | De YouTuber         | 10.000 luchtballonnen    | 09-01-2019                                | 08-02-2019                                 |
| 10                | Het Boek            | Liefde geeft je Vleugels | 16-01-2019                                | 11-02-2019                                 |
| 11                | Online Shopping     | Luka Luna                | 23-01-2019                                | 12-02-2019                                 |
| 12                | De Puppy            | Liefde geeft je Vleugels | 30-01-2019                                | 13-02-2019                                 |
| 13                | Wie stemt op mij?   | Mooier dan je denkt      | 06-02-2019                                | 14-02-2019                                 |

### Seizoen 2
| Aflevering Nummer | Titel aflevering  | Liedje uit de serie      | Uitzenddatum BE op VTM Kids, VTM Kids Jr. | Uitzenddatum NL op NPO Zappelin - AVROTROS |
| ----------------- | ----------------- | ------------------------ | ----------------------------------------- | ------------------------------------------ |
| 1                 | De Game Console   | Jodelee                  | 01-01-2020                                | 23-01-2020                                 |
| 2                 | Het Filmfestival  | Liefde geeft je Vleugels | 08-01-2020                                | 24-01-2020                                 |
| 3                 | De Babysit        | La La Later              | 15-01-2020                                | 27-01-2020                                 |
| 4                 | De Seizoensfinale | Liefde geeft je Vleugels | 22-01-2020                                | 28-01-2020                                 |
| 5                 | Het Trick-shot    | Leve de Cowboys          | 29-01-2020                                | 29-01-2020                                 |
| 6                 | De Griezelfilm    | Bambolaya                | 05-02-2020                                | 30-01-2020                                 |
| 7                 | Allergisch        | La La Later              | 12-02-2020                                | 31-01-2020                                 |
| 8                 | De nieuwe DJ      | Whoppa!                  | 19-02-2020                                | 03-02-2020                                 |
| 9                 | Sterk verhaal     | Alle Kleuren             | 26-02-2020                                | 04-02-2020                                 |
| 10                | Motorchick        | Oya lélé                 | 04-03-2020                                | 05-02-2020                                 |
| 11                | Grootste angst    | Bambolaya                | 11-03-2020                                | 06-02-2020                                 |
| 12                | Kikkerkarma       | Leve de Cowboys          | 18-03-2020                                | 07-02-2020                                 |
| 13                | Romeo en Co       | Tele-Romeo               | 25-03-2020                                | 10-02-2020                                 |

## Trivia
- Winston Post (Bas) en Metta Gramberg (Rosie) spelen geen rol in deze serie.
- In tegenstelling tot Hallo K3! bevat K3 Roller Disco geen lachband.
- Er wordt nergens in de serie duidelijk gemaakt waarom de leden van K3  en Marcel niet meer in het appartementencomplex wonen en/of waar Rosie en Bas gebleven zijn.